# Cesinha (criminoso)
César Augusto Roriz da Silva, conhecido como Cesinha (São Paulo, 22 de junho de 1968 — Avaré, 13 de agosto de 2006), foi um criminoso brasileiro, sendo um dos fundadores do Primeiro Comando da Capital (PCC).
Chefiou a facção criminosa ao lado de Geleião, até ser expulso, em novembro de 2002, por ter mandado matar a mulher de Marcola, outro fundador.

## Morte
Foi condenado a 144 anos, 6 meses e 6 dias de prisão. Cumpria a pena na penitenciária de Avaré quando foi morto, em 13 de agosto de 2006, por outro presidiário.